# شوینتا لیپکا
شوینتا لیپکا (به لهستانی:  Święta Lipka) یک روستا در لهستان است که در گمینا رشل واقع شده‌است. شوینتا لیپکا ۲۰۰ نفر جمعیت دارد.